# Paraeumigus ouchedenensis
Paraeumigus ouchedenensis är en insektsart som beskrevs av Werner 1934. Paraeumigus ouchedenensis ingår i släktet Paraeumigus och familjen Pamphagidae. Inga underarter finns listade i Catalogue of Life.